# Pristimantis exoristus
Espèce
Synonymes
- Eleutherodactylus exoristus Duellman & Pramuk, 1999

Statut de conservation UICN

 DD  : Données insuffisantes
Pristimantis exoristus est une espèce d'amphibiens de la famille des Craugastoridae.

## Distribution
Cette espèce est endémique de la cordillère du Condor. Elle se rencontre entre 665 et 1 830 m d'altitude :
- en Équateur sur le versant Ouest dans la province de Morona-Santiago ;
- au Pérou sur le versant Est dans la région d'Amazonas.

## Description
Les mâles mesurent de 15,0 à 16,9 mm et les femelles de 21,3 à 23,5 mm.

## Publication originale
- Duellman & Pramuk, 1999 : Frogs of the genus Eleutherodactylus (Anura: Leptodactylidae) in the Andes of northern Peru. Scientific Papers Natural History Museum the University of Kansas, vol. 13, p. 1-78 (texte intégral).